# Ambrosius Francken I
Ambrosius Francken I, dit Ambrosius Francken l'Ancien, né en 1544 à Herentals et mort en 1618 à Anvers, est un peintre baroque flamand de l'École d'Anvers. Fils du peintre Nicolaes Francken, il est le frère des peintres Hieronymus Francken I et Frans Francken I.

## Biographie
Élève de Frans Floris, Ambrosius Francken travaille à Tournai et à Fontainebleau (vers 1570) avant d'être admis à la guilde de saint Luc d'Anvers en 1573, dont il devient le doyen en 1581. Il aurait été le maître de son neveu, Hieronymous Francken II.

## Œuvre
Ambrosius Francken le vieux est principalement connu pour ses tableaux religieux et allégoriques.
- Triptyque de saint Crépin et de saint Crépinien, musée royal des Beaux-Arts d'Anvers
- La Multiplication des pains, musée royal des Beaux-Arts d'Anvers
- La Cène, musée royal des Beaux-Arts d'Anvers
- Le Martyre de saint Georges, musée royal des Beaux-Arts d'Anvers